# Xanthorhoe aequifasciata
Xanthorhoe aequifasciata är en fjärilsart som beskrevs av Louis Beethoven Prout 1939. Xanthorhoe aequifasciata ingår i släktet Xanthorhoe och familjen mätare. Inga underarter finns listade i Catalogue of Life.